# Stapelianthus arenarius
Stapelianthus arenarius är en oleanderväxtart som beskrevs av Jean Marie Bosser och P. Morat. Stapelianthus arenarius ingår i släktet Stapelianthus och familjen oleanderväxter. Inga underarter finns listade i Catalogue of Life.